# Лодхи, Малиха
Малиха Лодхи, в ряде источников также Малиха Лоди (урду مليحه لودهى‎, HI, PhD; род. в Лахоре, провинция Пенджаб, Пакистан, предположительно в 1953 году) — пакистанская публицистка, учёный-политолог, деятель образования и дипломат. Посол Пакистана в США и Великобритании (2003—2008), в 2015—2019 годах — постоянный представитель Пакистана в Организации Объединённых Наций (первая женщина на этом посту).

## Биография и карьера
Малиха Лодхи родилась в семье «верхнего» среднего класса. Её отец был бывшим морским офицером, позднее пошедшим в нефтяной бизнес и достигшим руководящей позиции в британско-пакистанской нефтяной компании Attock Oil Co.; мать получила высшее образование и магистерскую степень по журналистике, была приглашена для продолжения образования в США, но решила оставить карьеру в пользу дома и заботы о детях — дочери и двух сыновьях.
В семье понимали ценность образования. Сама Малиха получила среднее образование в школах в Лахоре, Карачи и католической школе в Равалпинди, после чего поехала в Великобританию получать высшее образование. Поступив в 1972 в Лондонскую школу экономики и политических наук, она получает к 1976 году степень бакалавра экономики по специальности «Публичные финансы», после чего учится дальше на специалиста по политическим наукам, защитив диссертацию по теме «Бхутто, Пакистанская народная партия и политическое развитие в Пакистане 1967—1977 годов» и получив степень доктора философии по политологии в 1980 году.
Повышение квалификации Малихой Лодхи сопровождалось её собственной преподавательской деятельностью — она читала в течение небольшого времени курсы в исламабадском Университете Каид-и-Азама, а впоследствии в течение пяти лет (1980—1985) преподавала политологию и политическую социологию в собственной альма-матер. В этот же период она вышла замуж за лондонского банкира, однако через пять лет развелась, оставив себе сына Фейсала.
После возвращения в Пакистан в 1986 году, Малиха Лодхи занимается журналистикой. Начав в 1987 году сотрудницей англоязычного журнала The Muslim, она через несколько лет поднялась до поста главного редактора, а впоследствии участвовала в основании крупнейшей англоязычной газеты Пакистана The News International. Считается, что журналистская деятельность и связи Лодхи сыграли роль в возвращении на пост премьер-министра Пакистана Беназир Бхутто, в то же время, Малиха Лодхи не была апологетом Бхутто и была известна её достаточно жёсткой критикой. Последнее однажды засвидетельствовала сама Беназир, представив Малиху как «своего главного критика» при встрече с несколькими американскими конгрессменами а начале 1990-х годов.
Дипломатическая карьера Малихи Лодхи началась неожиданно для неё самой, когда в октябре 1993 года внезапно получила от Беназир Бхутто предложение занять один из важнейших постов в дипломатических отношениях Пакистана с другими странами — посольство в Соединённых Штатах Америки. Не ожидавшая этого Малиха попросила у премьера время подумать, но через два дня, под давлением решать быстро, принимает его, отложив собственные планы написания книги по истории страны за последние пять лет. Закончив свою посольскую каденцию в 1997 году, позднее Малиха Лодхи была снова назначена руководить посольством в США в 1999—2002 годах, а впоследствии также была направлена в Лондон в качестве Высокого комиссара (аналог чрезвычайного и полномочного посла в дипотношениях между странами Британского содружества) Пакистана в Соединённом Королевстве. Одной из целей Лодхи на посту посла в США, согласно её собственным словам, было изменить представление дипломатических партнёров о Пакистане, как о «грубом государстве», и убедить их, что правильнее поддерживать её страну как пример демократического мусульманского государства, чем отвергать партнёрство, ослабляя позицию Пакистана перед более радикальными исламскими режимами. В период своей второй американской каденции Лодхи участвовала в обсуждениях после терактов 11 сентября 2001 года, сыграв роль в принятии Пакистана в качестве одного из партнёров, а не врагов США.
С февраля 2015 года Малиха Лодхи занимает пост постоянного представителя Пакистана в Организации Объединённых Наций.

## Признание, награды и почётные звания
- 2002 — Орден Hilal-e-Imtiaz (2-й класс высшей пакистанской награды Орден Совершенства) за гражданскую службу от правительства Пакистана[2][4]
- 2004 — почётное членство Лондонской школы экономики и политических наук[17]
- 2005 — Почётная степень доктора словесности Лондонского университета Метрополитен.

Малиха Лодхи считается одной из наиболее известных женщин-политиков мусульманского мира. По утверждению вторичных источников, в 1994 году она была включена журналом Time в лист 100 политических деятелей и мировых лидеров, чьё влияние будет определять лицо XXI столетия, став единственным представителем Пакистана в этом списке.

## Частичная библиография
Книги
- Maleeha Lodhi. The future of Pakistan-U.S. relations: opportunities and challenges. — Washington DC : Institute for National Strategic Studies, National Defense University, 2009.
- Pakistan: beyond the "crisis state" / Maleeha Lodhi (editor). — London, Hurst / New York, Columbia University Press, 2011. — ISBN 978-0231702447.

Статьи
- Maliha Lodhi. India Votes for Democracy: The Sixth Parliamentary Elections in India, March 1977 :  [англ.] // Pakistan Horizon. — 1977. — Vol. 30, no. 2 (June). — P. 13-34. — ISSN 0030-980X.
- Maleeha Lodhi. Pakistan in crisis :  [англ.] // Journal of Commonwealth and comparative politics. — 1978. — Vol. 16, no. 1 (March). — P. 60-78.
- Maleeha Lodhi. Deterring dissent in education :  [англ.] // Index on censorship. — 1985. — Vol. 14, no. 2 (April). — P. 28-36.
- Maleeha Lodhi. Still a cold war :  [англ.] // World Today. — 1998. — Vol. 54, no. 5 (May). — P. 133-136.
- Maleeha Lodhi. The External Dimension : Collection of articles previously published in Daily News, Karachi, Pakistan :  [англ.]. — Jang Publishers, 1991. — 314 p.
- Maleeha Lodhi. Pakistan's encounter with democracy : Collection of essays, articles, newsreports and analyses previously appeared in various Pakistani newspapers and journals in 1990-1993 :  [англ.]. — Vanguard, 1994. — 347 p.